# Cappelle-Brouck

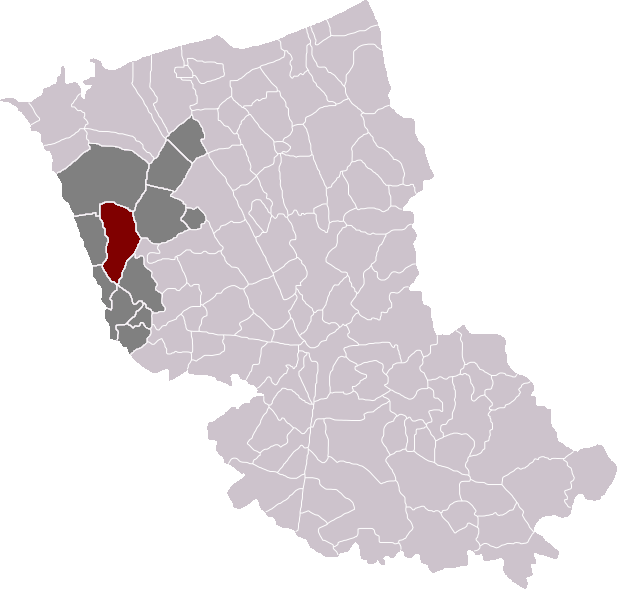
Localització de Cappelle-Brouck

Cappelle-Brouck (en neerlandès Kapellebroek) és un municipi francès, situat a la regió dels Alts de França, al departament del Nord, que forma part de la Westhoek. L'any 2006 tenia 1.137 habitants. Limita al nord amb Bourbourg, al nord-est amb Looberghe, a l'oest amb Saint-Pierre-Brouck, a l'est amb Merckeghem, al sud-oest amb Holque, al sud amb Watten i al sud-est amb Millam.

## Demografia
| 1962                                       | 1968 | 1975 | 1982 | 1990  | 1999  |
| ------------------------------------------ | ---- | ---- | ---- | ----- | ----- |
| 862                                        | 939  | 977  | 953  | 1.047 | 1.086 |
| Des de 1962: població sense dobles comptes |      |      |      |       |       |

## Administració
| Període   | Identitat      | Partit |
| --------- | -------------- | ------ |
| 1958-1995 | Pierre Outtier |        |
| 1995-     | Michel Decool  | UMP    |